# 默里希爾 (新澤西州)
默里希爾（英語：Murray Hill）是位於美國新澤西州尤寧縣的非建制地區。

## 歷史
默里希爾的郵局於1885年設立，其後於1967年停運。

## 地理
默里希爾所處的海拔為高於海平面77米（即253英呎），而該地所採用的時區為UTC-5，即北美东部时区（EST）。同時該地設有夏令時間，為UTC-5調快一小時，即UTC-4（EDT）。